# Electric Motive Power

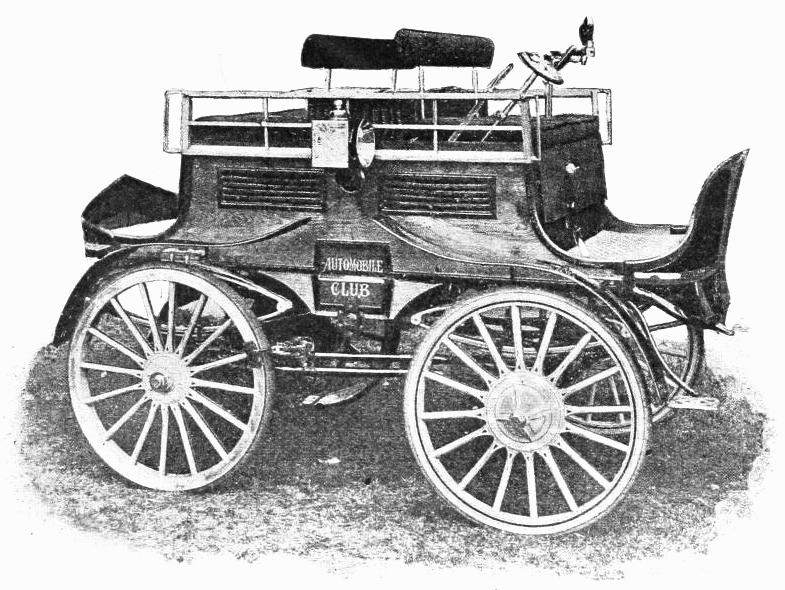
Dog-cart electric (1900)

Electric Motive Power Company war ein britischer Hersteller von Automobilen.

## Unternehmensgeschichte
Das Unternehmen aus dem Londoner Stadtteil Balham begann 1894 mit der Produktion von Automobilen. Der Markenname lautete EMP. 1900 endete die Produktion. Insgesamt wurden nur wenige Fahrzeuge verkauft.

## Fahrzeuge
Zunächst wurden Pferdeomnibusse mit Elektromotor versehen. Ab 1897 entstanden Pkw. Genannt sind ein 2 HP als viersitzige Victoria, ein 5 HP als Dogcart und ein weiterer 2 HP als Dreirad. Die Reichweite eines Fahrzeugs war mit 35 km angegeben. 
Der Dog-cart von 1900 wurde von einem Elektromotor angetrieben, der mit konstanter Drehzahl lief. Variable Geschwindigkeiten wurden über ein mechanisches Getriebe erreicht.